# Z 12 Erich Giese
Z 12 Erich Giese war ein Zerstörer der Klasse Zerstörer 1934 A der deutschen Kriegsmarine im Zweiten Weltkrieg. Er wurde am 3. Mai 1935 bei der Germaniawerft in Kiel auf Kiel gelegt und lief am 12. März 1936 vom Stapel. Die Indienststellung erfolgte nach Testfahrten am 4. März 1939. Er sank am 13. April 1940 beim Unternehmen Weserübung in Narvik, Norwegen.

Das Boot war benannt nach Kapitänleutnant Erich Giese, der am 5. oder 6. Juni 1917  im Ersten Weltkrieg an Bord seines Torpedoboots S 20 vor der Scheldemündung fiel.
Der Zerstörer Z 12 Erich Giese gehörte bis zu seiner Versenkung zur 4. Zerstörerflottille.

## Einsatzgeschichte

### Erste Kriegsmonate
Nach dem Beginn des deutschen Überfalls auf Polen und dem Kriegseintritt Frankreichs und Großbritanniens am 3. September 1939 wurde Z 12 zusammen mit anderen Zerstörern und Minenschiffen bis zum 20. September zum Verlegen von Minen im Westwall eingesetzt. Danach und auch im Oktober operierte Z 12 mit anderen deutschen Zerstörern im Skagerrak, um die Handelsschifffahrt dort zu kontrollieren. Danach wurde das Boot im November zum Minenlegen und Geleitschutz bei Minenlegeunternehmen im Skagerrak und vor der Themsemündung und zu Sicherungsaufgaben eingesetzt.
Am 6./7. Dezember 1939 war Z 12 mit Z 10 beim Minenlegen vor der Themsemündung, als sie auf die zwei britischen Zerstörer Juno und Jersey trafen; Z 12 gelang ein Torpedotreffer auf der Jersey, die aber von der Juno abgeschleppt werden konnte.

### Unternehmen Weserübung
Beim Unternehmen Weserübung im April 1940 gehörte das Boot zur Kriegsschiffgruppe 1 von Kommodore Friedrich Bonte, die am 9. April 1940 2000 Gebirgsjäger unter dem Befehl von Generalmajor Eduard Dietl zur Besetzung des dortigen Erzhafens nach Narvik in Norwegen brachte. Am 10. April kam es zu einem Gefecht mit britischen Zerstörern vor Narvik. Z 12 nahm dabei die Überlebenden der Hunter aus dem Wasser auf.
Am Nachmittag befahl Großadmiral Raeder den Rückzug des restlichen Verbandes aus Narvik. Fregattenkapitän Erich Bey, der nach dem Tod von Kommodore Bonte am Vortag den Befehl übernommen hatte, stieß zunächst nur mit den unbeschädigten Booten Erich Giese und Z 9 Wolfgang Zenker vor, sichtete den Leichten Kreuzer Penelope mit acht Zerstörern, die die Royal Navy im Verlauf des 10. April entsandt hatte, um den Eingang des Fjords zu sperren, und meldete daraufhin nach Berlin, dass ein Ausbruch unmöglich sei.
Beim zweiten britischen Angriff auf den Hafen von Narvik am 13. April 1940 wurden die im Hafen bzw. im Ofotfjord liegenden deutschen Zerstörer von britischen Seestreitkräften, darunter das Schlachtschiff Warspite, beschossen und versenkt oder nach dem Verbrauch ihrer Munition von den eigenen Besatzungen an Land gesetzt. Z 12 wurde schwer getroffen, worauf der Kommandant, Korvettenkapitän Karl Smidt, den Befehl gab, das Schiff zu verlassen. Beim Untergang von Z 12 bei   68° 28′ 0″ N, 17° 18′ 0″ O verloren 83 Mann ihr Leben – zum Teil deswegen, weil von britischen Schiffen auf im Wasser treibende Überlebende mit Maschinengewehren und Bordkanonen geschossen wurde. Auch von den Besatzungen der anderen Einheiten wurde dies gemeldet, allerdings wurde nur der Fall Erich Giese von der Wehrmacht-Untersuchungsstelle bestätigt. In den 1970er Jahren wiederholten die Überlebenden öffentlich ihre Aussagen.

## Kommandant
Einziger Kommandant des Schiffes war der Korvettenkapitän Karl Smidt, welcher den Untergang Mitte April 1940 überlebte.